# Tomáš Urban
Tomáš Urban (* 12. května 1968) je bývalý český fotbalový obránce.

## Fotbalová kariéra
V československé a české lize hrál za SK Slavia Praha, FK Dukla Praha, Bohemians Praha, FK Jablonec, SK Hradec Králové a FK Viktoria Žižkov. V české a československé lize nastoupil ve 188 utkáních a dal 12 gólů. Dále nastoupil ve slovenské lize ve 12 utkáních za DAC Dunajská Streda. V evropských pohárech nastoupil ve 4 utkáních.

## Ligová bilance
| Ročník                                   | Zápasy | Góly | Klub                |
| ---------------------------------------- | ------ | ---- | ------------------- |
| 1. československá fotbalová liga 1989/90 | 26     | 5    | SK Slavia Praha     |
| 1. československá fotbalová liga 1990/91 | 26     | 0    | SK Slavia Praha     |
| 1. československá fotbalová liga 1991/92 | 27     | 2    | FK Dukla Praha      |
| 1. československá fotbalová liga 1992/93 | 6      | 0    | FK Dukla Praha      |
| 1. československá fotbalová liga 1992/93 | 14     | 1    | Bohemians Praha     |
| 1. česká fotbalová liga 1993/94          | 25     | 0    | Bohemians Praha     |
| 1. česká fotbalová liga 1994/95          | 4      | 1    | FK Jablonec         |
| 1. česká fotbalová liga 1994/95          | 20     | 0    | SK Hradec Králové   |
| 1. česká fotbalová liga 1995/96          | 14     | 0    | SK Hradec Králové   |
| 1. česká fotbalová liga 1995/96          | 10     | 1    | FK Viktoria Žižkov  |
| 1. česká fotbalová liga 1996/97          | 9      | 0    | FK Viktoria Žižkov  |
| Gambrinus liga 1998/99                   | 7      | 2    | FK Viktoria Žižkov  |
| Corgoň liga 1999/00                      | 12     | 0    | DAC Dunajská Streda |
| CELKEM                                   | 200    | 12   |                     |